# 不採用通知
不採用通知（ふさいようつうち）とは、企業が入社を希望して入社試験を受けた求職者に対して、選考の結果その者を不採用にするという旨を伝えることを目的とした文書。英語ではcandidate rejection letter, job rejection letter　などと呼ばれる。
1980年代の不採用通知は手紙が中心であったが、近年では電子メールによる通知が中心である。かつては採用者にのみ電報で通知し、不採用者には何も連絡をしない形が普通であったとも報じられている。不採用通知には求職者が不採用となった理由は記載されていないことが多く、「選考結果への問い合わせには応じない」と明記されていることもある。判で押したような"型通り"の文面が多いことから、企業の不誠実な対応の一つとして報じられることがある。
不採用通知では、末尾に「今後のご活躍をお祈り致します」「就職活動の成功をお祈り致します」などといった文面で締められていることが多いことから、主に就職活動を行う大学生の間で「お祈りメール」という俗称で呼ばれることがある。また、不採用の場合に何も連絡をしないことを「サイレントお祈り」と呼ぶことがある。